# 373. легионарска дивизија
373. хрватска легионарска дивизија Вермахта (звана "Тигар") формирана је током последњих месеци 1942. на полигону Делерсхајм у Немачкој од немачких официра, подофицира и војника специјалистичких струка, и хрватских регрута. Након формалног проглашења, 25. јануара 1943, у мају 1943- пребачена је на територију НДХ, где је учествовала у операцијама против НОВЈ.
Од августа 1943, дивизија је у саставу 15. брдског корпуса Друге оклопне армије, у долинама Уне, Сане и Врбаса, између Саве и Динаре. Заједно са потчињеним усташким и домобранским снагама, водила је бројне операције против снага Петог, уз повремено садејство у операцијама против Четвртог и Осмог корпуса НОВЈ.
Током операције Реселшпрунг ојачана борбена група 383. пука 373. дивизије имала је кључни задатак да у најкраћем року продре из Срба и Дрвар и деблокира десантне СС јединице у Дрвару.
383. пук разбијен је и знатним делом уништен током Книнске операције. Дивизија је потом попуњена и сређена. Дивизија је поражена и уништена током Личко-приморске и Карловачке операције између 20. марта и 4. маја 1945.